# Elmar Mamedyarov
Elmar Mamedyarov, né le 2 juillet 1960 à Bakou, est un juriste et homme politique azerbaïdjanais. Il est ministre des Affaires étrangères entre le 7 avril 2004 et le 16 juillet 2020. 

## Biographie

### Origines et études
Elmar Mammadyarov est né à Bakou (alors en Union soviétique) le 2 juillet 1960. Son père, Maharram Mammadyarov, est né en République autonome de Nakhitchevan. Il a étudié à l'École des relations internationales et du droit international de l'Université d'État de Kiev entre 1977 et 1982. Il a poursuivi ses études à l'Académie diplomatique du ministère des Affaires étrangères de la fédération de Russie en 1988-1991 et a obtenu un doctorat en histoire. En 1989-1990, il est nommé chercheur d'échange au Centre pour le développement de la politique étrangère de l'université Brown.
Il parle russe, anglais, azerbaïdjanais et turc.

### Carrière politique
En 2004, il devient ministre des Affaires étrangères.
Il est démis de ses fonctions en juillet 2020, après que le président Ilham Aliyev eut critiqué son manque d'agressivité dans sa réponse aux escarmouches arméno-azerbaïdjanaises. Le 16 juillet, le président organise une réunion en ligne du conseil des ministres, au cours de laquelle il critique son ministre,. Il est démis de ses fonctions quelques heures plus tard. Djeyhoun Baïramov lui succède.